# فم الطوب
فم الطوب بلدة وبلدية تابعة لدائرة إشمول في ولاية باتنة بالجزائر.